# 감곡중학교 (전북)
감곡중학교(甘谷中學校)는 대한민국 전북특별자치도 정읍시 감곡면 방교리에 있는 공립 중학교이다.

## 학교 연혁
- 1971년 12월 27일 : 설립인가
- 1972년 3월 6일 : 감곡중학교 개교
- 2024년 2월 7일 : 제50회 13명 졸업(졸업생 총수 4,582명)
- 2024년 3월 1일 : 제21대 최용진 교장 취임

## 참고 자료
- 감곡중학교 - 한국교육학술정보원 학교알리미